# Burns Chess Club
Burns Chess Club – szkocki klub szachowy z siedzibą w Glasgow.

## Historia
Powstanie klubu związane jest z działalnością herbarciarni pani Burns pn. Burns Tea Rooms. Spotykali się w niej szachiści, którzy około 1893 roku sformalizowali owe spotkania, po czym organizowali wewnętrzne turnieje oraz odbywali mecze towarzyskie z innymi klubami. W 1897 roku klub zmienił zarządzanie, przyjął nazwę Burns Chess Club, wybrał prezesa (Edwarda Langa) i wprowadził składkę członkowską. W tym okresie liczebność klubu wynosiła ponad 40 osób. W 1903 roku klub dotarł do finału Richardson Cup, przegrywając go z Glasgow Chess Club 1,5:3,5. Identyczny wynik osiągnięto w latach 1905–1906, ponownie przegrywając z Glasgow Chess Club, odpowiednio 1,5:3,5 i 0,5:4,5. W 1909 roku zespół został mistrzem drugiej dywizji ligi Glasgow. W 1920 roku klub został zmuszony do zmiany siedziby, co prawdopodobnie przyczyniło się do problemów z organizacją działalności. Klub zdobył wprawdzie w 1921 roku Spens Cup, wygrywając finał 6:1 z Edinburgh Ladies Chess Club, jednak w tym samym roku wycofał się z ligi Glasgow, a w sezonie 1923/1924 po raz ostatni wystąpił w Richardson Cup. Brak jest informacji o jakiejkolwiek późniejszej aktywności klubu.